# 吉姆·斯托姆
吉姆·斯托姆（英語：Jim Storm，1941年2月2日—），美国男子赛艇运动员。他曾代表美国参加1964年夏季奥林匹克运动会赛艇比赛，联同西摩·克伦威尔获得男子双人双桨银牌。